# Camerun
Il Camerun (pron. /kameˈrun/ o /ˈkamerun/), ufficialmente Repubblica del Camerun (in francese République du Cameroun, in inglese Republic of Cameroon), è una repubblica unitaria dell'Africa equatoriale, la cui capitale è Yaoundé.
Il Camerun è delimitato a nord-ovest dalla Nigeria, a nord-est dal Ciad, dal Lago Ciad verso Nord, a est dalla Repubblica Centrafricana, a sud-est dalla Repubblica del Congo e a sud dalla Guinea Equatoriale e dal Gabon. La costa del Camerun si affaccia sul golfo di Guinea, nell'oceano Atlantico. Il suo territorio si allunga per quasi 1 000 chilometri dalle regioni dell'Africa sudanese fin quasi all'Equatore e vede una notevole varietà di climi e ambienti, che passano dalla savana arida del nord alla savana arborata nelle zone centrali, alle lussureggianti foreste pluviali equatoriali del centro e del sud. Il territorio è costituito per la maggior parte da un vasto altopiano ondulato, che ricopre pressoché tutta la regione centrale e meridionale; pianure alluvionali si estendono lungo la costa atlantica e nel nord, dove il rilievo digrada verso la depressione del lago Ciad.
Il Camerun conta oltre 200 diverse etnie e gruppi linguistici. È noto inoltre per i suoi stili musicali nativi, in particolare il bikutsi e il makossa. Le lingue ufficiali sono il francese (maggioritario) e l'inglese. Tra le popolazioni che abitarono il suo territorio vi fu la civiltà di Sao intorno al lago Ciad e i cacciatori-raccoglitori Baka nella foresta pluviale del sud-est. Gli esploratori portoghesi raggiunsero la costa nel XV secolo e denominarono il delta del Wouri Rio dos Camarões ("Fiume dei gamberi"), nome da cui deriva Camerun. I soldati fulani fondarono nel nord l'Emirato di Adamawa durante il XIX secolo e vari gruppi etnici del nord-ovest e dell'ovest stabilirono propri centri di potere.
Il Camerun divenne colonia tedesca nel 1884, ma dopo la prima guerra mondiale il territorio venne suddiviso tra la Francia e il Regno Unito, con mandati della Lega delle Nazioni. Il partito Unione dei Popoli del Camerun (UPC) sostenne l'indipendenza, ma venne bandito negli anni cinquanta. Ci furono scontri prima con le forze francesi e poi con quelle camerunesi fino al 1971. Nel 1960 il Camerun francese divenne indipendente, con il nome di Repubblica del Camerun, sotto la guida del presidente Ahmadou Ahidjo. La parte meridionale del Camerun britannico si fuse nel 1961 per formare la Repubblica federale del Camerun. Il paese venne rinominato Repubblica Unita del Camerun nel 1972 e Repubblica del Camerun nel 1984.
Rispetto ad altri paesi africani, il Camerun gode di stabilità politica e sociale. Ciò ha consentito lo sviluppo dell'agricoltura, di strade e ferrovie e di un'importante industria legata al petrolio e al legname. Tuttavia un gran numero di camerunesi vive in povertà con un'agricoltura di sussistenza. La comunità anglofona ha chiesto un maggiore decentramento e persino la secessione dell'ex territorio britannico.
Il Camerun è una Repubblica presidenziale monocamerale; il suo presidente è Paul Biya.

## Storia
L'insediamento umano nel territorio dell'odierno Camerun risale al Neolitico. Le popolazioni che più a lungo popolarono la regione furono i Pigmei e i Baka. La cultura Sao sorse intorno al lago Ciad intorno al 500 d.C., e successivamente sempre intorno a questo lago si svilupparono l'Impero Kanem e poi l'Impero Bornu. Altri centri di potere sorsero nelle regioni occidentali.
I marinai portoghesi raggiunta la costa nel 1472, e vista l'abbondanza di gamberetti e gamberi nel fiume Wouri denominarono la regione Rio dos Camarões (in portoghese, 'Fiume dei Gamberi'), da cui il nome Camerun. Le popolazioni autoctone erano rappresentate per la maggior parte da Douala lungo le coste e fulani all'interno, dove praticavano per lo più la pastorizia. Nel corso dei secoli seguenti, gli interessi europei riguardarono gli scambi con i popoli costieri, e i missionari cristiani si spinsero verso l'interno. All'inizio del XIX secolo Modibo Adama guidò i soldati Fulani in un jihād nel nord contro le popolazioni non-musulmane fondando l'emirato di Adamawa. La fuga delle popolazioni anticamente insediate portò ad una grande ridistribuzione della popolazione.
Nell'Ottocento lungo le coste del Camerun divennero attivi i commercianti britannici, francesi e tedeschi, che furono tra i primi europei a dare l'avvio all'esplorazione delle zone interne.
     Camerun tedesco
     Camerun britannico
     Camerun francese
     Camerun indipendente

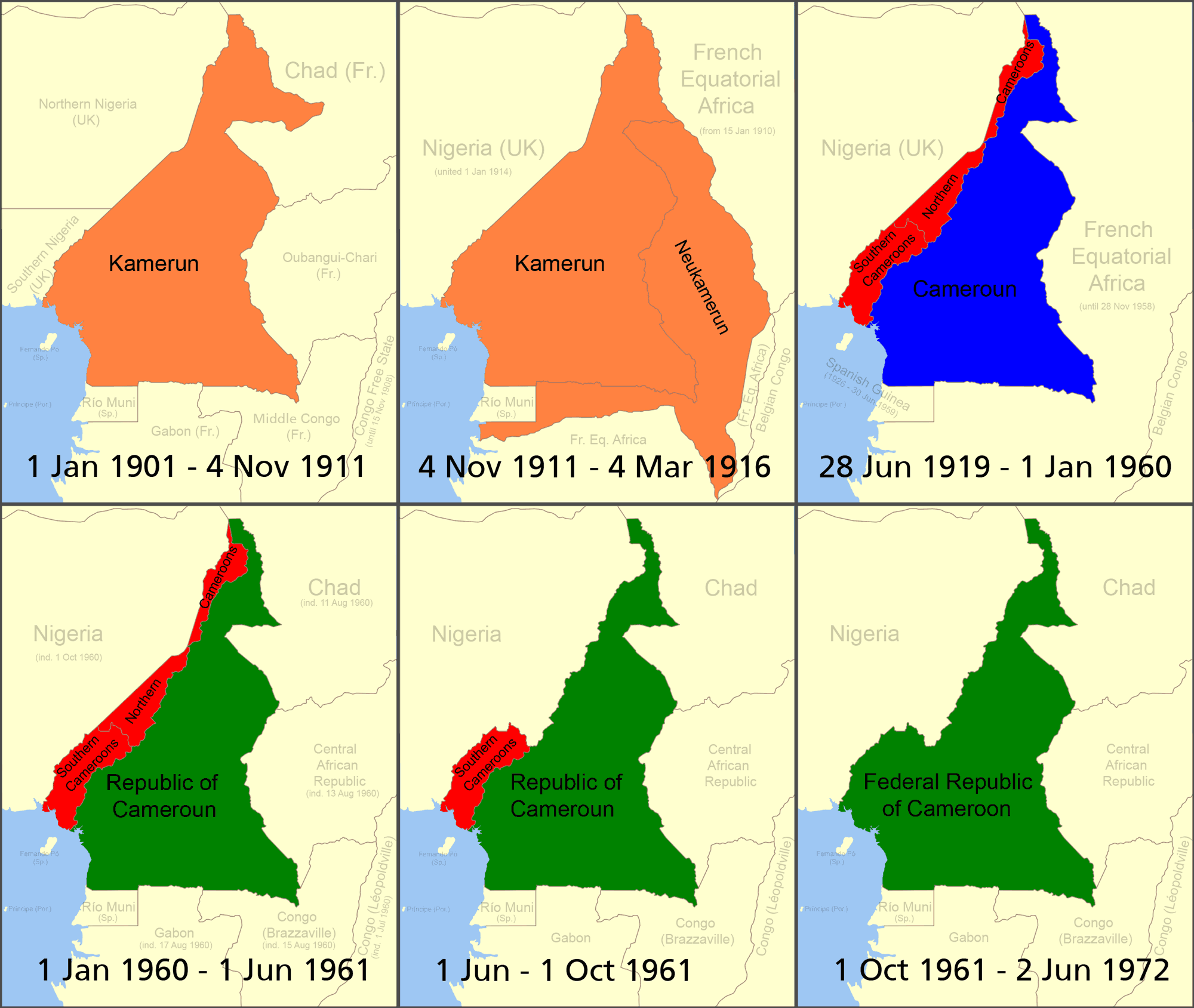
Evoluzione delle frontiere del Camerun tra il 1901 ed il 1972
Camerun tedesco
Camerun britannico
Camerun francese
Camerun indipendente

L'Impero tedesco reclamò il territorio come colonia (Deutsche Kolonie Kamerun) nel 1884 e diede inizio a una costante spinta verso l'interno. Si avviarono progetti volti a potenziare le infrastrutture della colonia, basandosi su un severo sistema di lavoro forzato. Tra il 1860 e il 1911, a seguito di diversi trattati, i tedeschi che avevano in Douala la capitale del loro protettorato riuscirono ad espandere la loro influenza sul Camerun, fino alla regione dell'attuale Ciad. Nel 1895 la sua estensione raggiunse i 494000 km² con una popolazione di 3 500 000 abitanti.
Nel 1912, come conseguenza diretta della crisi di Agadir, i tedeschi riconobbero l'influenza francese sul Marocco e ottennero che i francesi riconoscessero la loro sul Camerun. Durante la prima guerra mondiale gli Alleati diedero il via alla Campagna dell'Africa Occidentale.
Con la sconfitta della Germania nella prima guerra mondiale, il mandato della Lega delle Nazioni suddivise il territorio in Camerun francese e britannico nel 1919. Il mandato francese integrò l'economia del Camerun con quella della Francia e migliorò le infrastrutture con investimenti di capitale, combinando lavoro qualificato con lavoro forzato. La porzione britannica era confinante con la vicina Nigeria, e i nativi lamentarono che di fatto erano diventati una trascurata "colonia di una colonia". I mandati della Società delle Nazioni furono convertiti nel 1946, e la questione dell'indipendenza divenne un problema urgente nel Camerun francese.
La Francia il 13 luglio 1955 pose fuorilegge il più radicale dei partiti politici, l'Unione delle Popolazioni del Camerun (UPC). Ciò portò ad una lunga guerriglia e all'assassinio di ben due leader del partito, Ruben Um Nyobé e Félix-Roland Moumié. Nel Camerun britannico la questione era se arrivare ad una riunificazione con il Camerun francese o aderire alla Nigeria.
Nel maggio 1957 André-Marie Mbida divenne il 1º Primo Ministro del Camerun.
Il 1º gennaio 1960 il Camerun francese ottenne l'indipendenza dalla Francia sotto la guida del Presidente Ahmadou Ahidjo, e il 1º ottobre 1961 l'ex Camerun britannico si unì con il suo vicino a formare la Repubblica federale del Camerun, tranne che le regioni anglofone del sud-est e del nord ovest che decisero di unirsi al Camerun francese, che inizialmente si configurò come uno stato bilingue. Ahidjo usò la guerra in corso con l'UPC e timori di un conflitto etnico per concentrare il potere in mano al Presidente, e continuò su questa strada anche dopo la soppressione dell'UPC nel 1971.
Il suo partito politico, l'Unione Nazionale del Camerun (CNU), divenne l'unico partito politico legale il 1º settembre 1966, e nel 1972 il sistema federale venne abolito in favore della Repubblica Unita del Camerun, con capitale Yaoundé. Ahidjo perseguì una politica economica basata su un liberalismo programmato, con priorità nello sfruttamento del petrolio. Il governo sfruttò i proventi provenienti dal petrolio per creare una riserva valutaria, per pagare gli agricoltori, e finanziare grandi progetti di sviluppo. Tuttavia molte iniziative fallirono quando Ahidjo nominò persone non qualificate alla guida dei propri progetti.

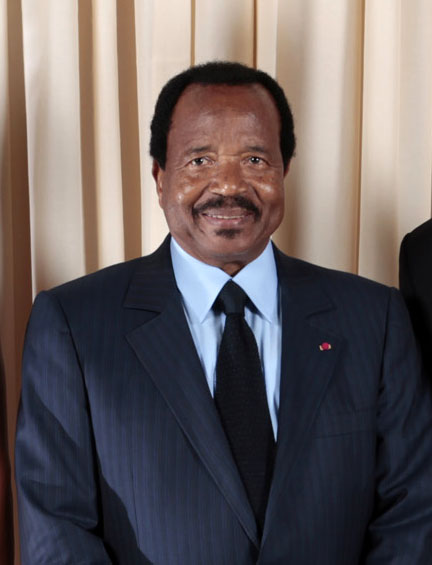
Paul Biya

Le dimissioni di Ahmadou Ahidjo arrivarono il 4 novembre 1982, lasciando il potere nelle mani del suo successore costituzionale, Paul Biya. Tuttavia ad Ahidjo rimase il controllo del partito CNU, e tentò di guidare il paese da dietro le quinte, fino a che le pressioni di Biya e dei suoi alleati lo fecero allontanare. Paul Biya iniziò la sua amministrazione nel segno di un governo più democratico, ma un fallito colpo di Stato lo portò verso una leadership sullo stile del suo predecessore. Una crisi economica colpì il Paese tra la metà degli anni ottanta e la fine degli anni novanta, a causa dei condizionamenti economici internazionali, della siccità, della caduta dei prezzi del petrolio, oltre ad anni di corruzione e cattiva gestione.
Il Camerun si rivolse all'aiuto straniero, tagliando la spesa pubblica e privatizzando le industrie. Con il ripristino del multi-partitismo politico, nel dicembre 1990, gruppi di pressione anglofoni chiesero una maggiore autonomia, appoggiando anche una completa secessione come Repubblica di Ambazonia.
Nel 1998 il Camerun era in cima all'elenco di Transparency International dei paesi più corrotti al mondo; ciò spinse il governo di Biya (rieletto l'anno precedente) a creare un apposito organismo anticorruzione.
Tra il 1994 e il 2012 si registrò una crisi internazionale tra il Camerun e la vicina Nigeria, per il controllo della penisola di Bakassi, e quindi dei suoi giacimenti petroliferi, al termine della quale, il controllo della penisola è tornato al Camerun.
Nel 2010 il Camerun, come la maggior parte degli stati africani, ha festeggiato i 50 anni dall'indipendenza. Il paese è uno dei pochi del continente a non aver mai subito le conseguenze di un riuscito colpo di Stato o di un rovesciamento violento del potere.
Dal 2017 è in corso una ribellione separatista armata interna nelle sue regioni anglofone del nord-ovest e del sud-ovest.
Le tensioni si sono acuite dopo le elezioni presidenziali del 2018. Nel settembre 2019 il Presidente Biya ha organizzato un dialogo nazionale con l'intenzione di risolvere il conflitto tra le forze armate e i ribelli separatisti, ma le misure hanno prodotto pochi risultati. Vari tentativi nel 2020 e 2021 di risolvere la crisi in Camerun sono falliti.
Nei primi cinque mesi del 2021, i gruppi separatisti armati hanno perpetrato almeno 27 attacchi con ordigni esplosivi improvvisati in 13 città, più che in tutti i precedenti anni di crisi messi insieme; hanno stuprato, ucciso, torturato, aggredito con violenza, minacciato e rapito centinaia di persone, tra cui donne, operatori umanitari, insegnanti e bambini, per la loro presunta collaborazione con l'esercito.

## Geografia

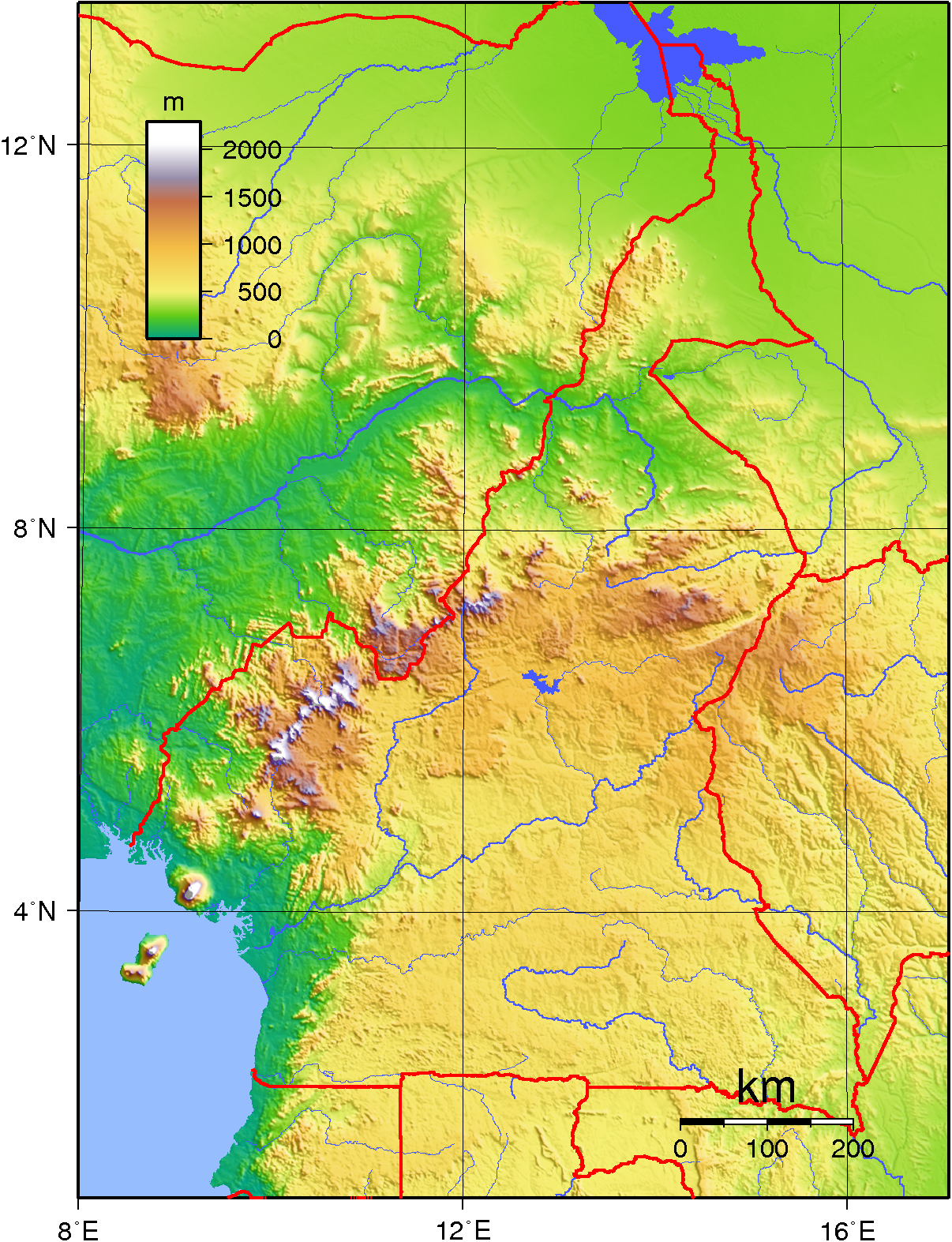
Cartina topografica del Camerun

Con i suoi 475.442 chilometri quadrati di superficie, il Camerun è il 53º paese più grande del mondo. Approssimativamente ha le dimensioni della Papua Nuova Guinea, poco più della California, una volta e mezza circa l'Italia. Il paese si trova nell'Africa centro-occidentale, affacciato sul Golfo di Guinea, nell'oceano Atlantico. Il paese presenta tutte le principali regioni climatiche e geografiche dell'Africa: costa, deserto, montagne, foresta pluviale e savana. Il paese confina con Nigeria ad ovest, Ciad a nord-est, Repubblica Centrafricana a est, Guinea Equatoriale e Gabon a sud, e Repubblica del Congo a sud-est.
Il Camerun è suddiviso in cinque grandi zone geografiche distinte per peculiarità fisiche, climatiche ed ambientali:
- La piana costiera si estende dai 15 ai 150 chilometri partendo dal Golfo di Guinea e le altitudini medie sul livello del mare si aggirano intorno ai 90 metri. Il clima è estremamente caldo e umido, con una breve stagione secca. Questa cintura costiera è densamente boscosa e comprende alcuni dei luoghi più umidi sulla terra.
- L'altopiano del Camerun meridionale s'innalza dalla piana costiera mediamente a un'altezza di 650 metri sul livello del mare. La foresta pluviale equatoriale domina questa regione, anche se l'alternanza tra stagione asciutta e piovosa rende il clima meno umido rispetto alla costa.
- Una catena di montagne irregolari, colline e altopiani conosciuta come Monti Camerun si estende dal Monte Camerun sulla costa, che rappresenta il punto più elevato del paese con i suoi 4 095 metri, fin quasi al Lago Ciad, il punto più settentrionale. Questa regione ha un clima mite, in particolare per quanto riguarda l'altopiano occidentale, anche se le precipitazioni sono abbondanti. Qui si trovano tra i suoli più fertili del Camerun, in particolare nei pressi della regione vulcanica del Monte Camerun. Il vulcanismo qui ha creato dei laghi all'interno di crateri. Il 21 agosto 1986 uno di questi, il Lago Nyos, eruttò biossido di carbonio, uccidendo tra le 1 700 e le 2 000 persone.
- L'altopiano del sud s'innalza verso nord in direzione di un altro altopiano erboso, il massiccio dell'Adamaoua. Questa formazione si estende da occidente a oriente con un sistema di montagne, formando una barriera tra il nord e il sud del paese. La sua altitudine media è di 1 100 metri sul livello del mare e la sua temperatura varia dai 22 ai 25 °C, con un'elevata piovosità.
- La regione settentrionale si estende attraverso una pianura che va dal massiccio dell'Adamaoua al Lago Ciad, con un'altezza media compresa tra i 300 e i 350 metri. La sua vegetazione caratteristica è quella della savana e della macchia erbosa. Questa è una regione arida con scarsa piovosità media e caratterizzata da elevate temperature.

### Idrografia
Il territorio del Camerun si spartisce in quattro bacini idrografici:
- I fiumi che scorrono verso sud-ovest, andando a gettarsi nel Golfo di Guinea: i principali sono Ntem, Nyong, Sanaga, e Wouri.
- Il fiume Dja e il Kadéï che scorrono verso est andando ad incontrare il fiume Congo.
- Nel nord del Camerun si trova il fiume Benue che scorre verso nord e poi verso ovest, diventando affluente del fiume Niger.
- Il fiume Logone che scorre verso nord, andando ad incontrare il Lago Ciad, lago che il Camerun condivide con altri tre paesi limitrofi (Ciad, Niger e Nigeria).

## Popolazione
La popolazione del Camerun ammonta a 27,91 milioni di abitanti, per una densità di popolazione di circa 58 ab./km², che pone il Camerun poco al di sopra della densità media complessiva della popolazione africana. I maggiori addensamenti di popolazione si hanno nelle regioni settentrionali, zone di intenso sfruttamento agricolo, e nelle aree occidentali, più favorite climaticamente; minori densità di popolazione si hanno invece nelle regioni meridionali e sudorientali, ancora al giorno d'oggi occupate da vaste foreste equatoriali e ancora abitate da sparsi gruppi di pigmei. Le maggiori città sono Douala e Yaoundé, le uniche con popolazione superiore al milione di abitanti; di rilevanza un poco inferiore stanno altri centri, di rilievo solo regionale, con popolazione fra i 300 000 e i 600 000 abitanti.

### Etnie
Nel territorio del Camerun si possono identificare più di 200 ceppi linguistici bantu. Questi possono essere suddivisi in ceppi francofoni (a sud), che vivono in aree semi-forestali e sono di religione prevalentemente cristiana, e ceppi anglofoni (a nord), che abitano zone di savana o semi-desertiche, e sono di religione e cultura islamica.
Questa suddivisione è dovuta alla spartizione messa in opera dopo la prima guerra mondiale delle colonie tedesche di cui il Camerun faceva parte, fra Francia ed Inghilterra. Nella zona centrale le etnie sono quelle ewondo, bassa'a, eton. I bamiléké sono l'etnia che ha maggiormente mantenuto la cultura originaria e la diffusione delle chefferie. Tra le altre etnie più note vi sono duala, bamoum, fulani, fang e Nso.

### Religione
La maggioranza della popolazione è cristiana (70%) soprattutto nella fascia centro-meridionale (cattolici 40%, protestanti 30%); seguono poi l'islam (20%) e l'animismo (10%), soprattutto nel centro-nord del Paese.

### Lingue

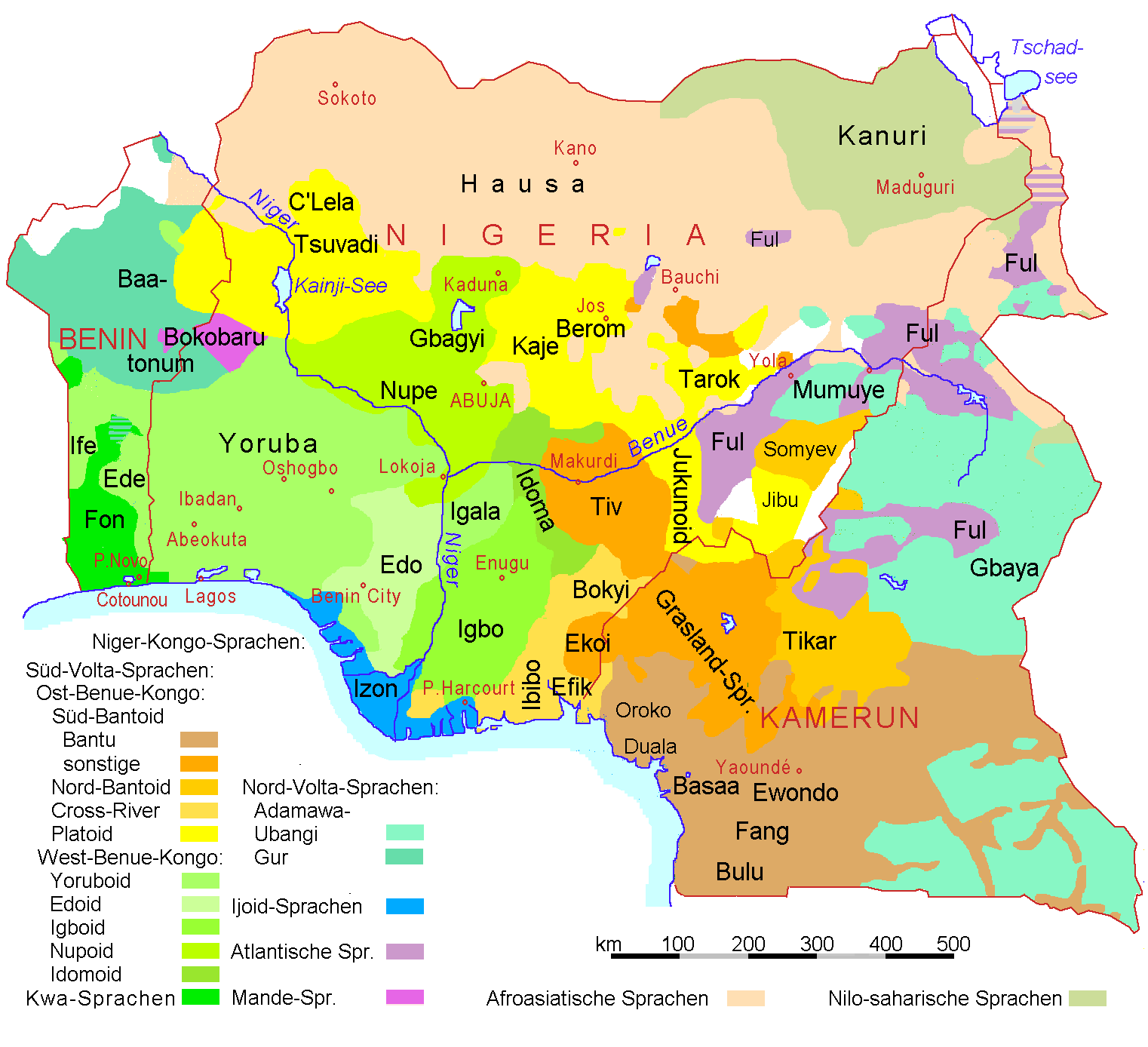
Lingue autoctone nella regione del Camerun

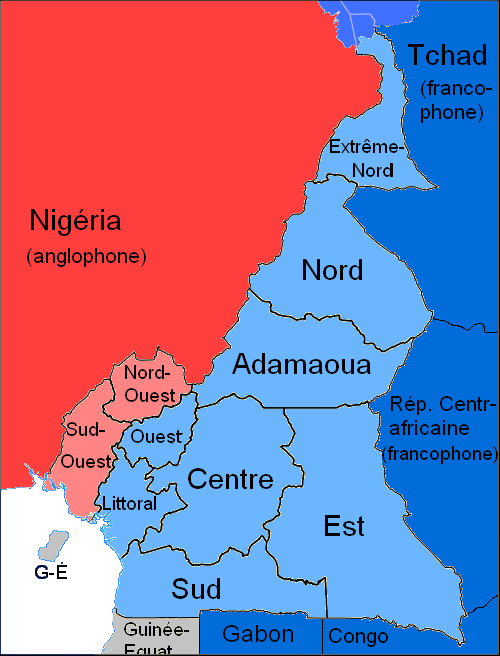
Ripartizione delle lingue ufficiali (francese ed inglese) in Camerun

Lingue ufficiali sono il francese e l'inglese. L’inglese è parlato nelle due regioni del Nord-Ovest e del Sud-Ovest, confinanti con la Nigeria, mentre il resto del territorio (comprendente i quattro quinti della popolazione) è francofono. Inoltre, esistono più di 200 lingue, tra cui: ewondo, duala, fula, ghomala', baham, medumba, kom e altre. Il 78% degli abitanti del Camerun è francofono, il 22% anglofono.
Nei centri urbani densamente urbanizzati, dove è alta la compresenza di camerunesi anglofoni e francofoni, è molto popolare una nuova lingua chiamata camfranglese, basata sul francese con l'aggiunta di numerosi termini inglesi e delle lingue locali camerunesi.

## Ordinamento dello stato

### Suddivisione amministrativa

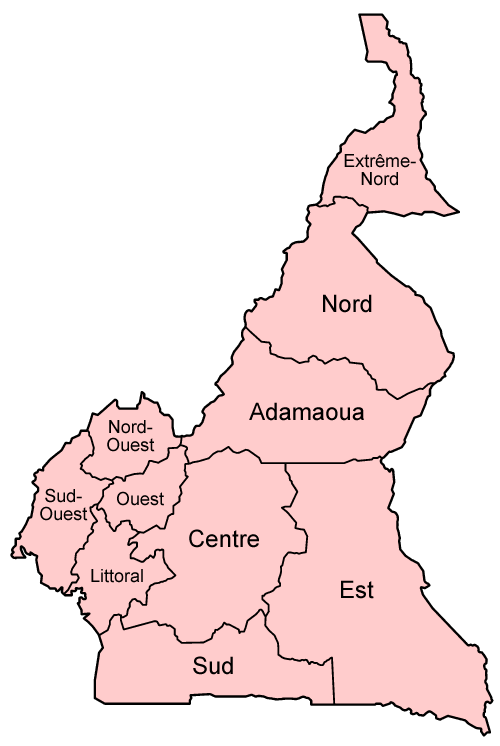
Le regioni del Camerun

Il Camerun è suddiviso in 10 regioni, a loro volta suddivise in dipartimenti e comuni o arrondissement.
| Regione      | Capoluogo  | Dipartimenti | Comuni                   |
| ------------ | ---------- | --- | ------------------------ |
| Adamaoua     | Ngaoundéré | Djérem, Faro-et-Déo, Mayo-Banyo, Mbéré, Vina                                                                                          |                          |
| Centro       | Yaoundé    | Haute-Sanaga, Lekié, Mbam e Inoubou, Mbam e Kim, Méfou e Afamba, Méfou e Akono, Mfoundi, Nyong e Kéllé, Nyong e Mfoumou, Nyong e So'o |                          |
| Est          | Bertoua    | Boumba e Ngoko, Haut-Nyong, Kadey, Lom e Djérem                                                                                       | Comuni dell'Est          |
| Estremo Nord | Maroua     | Diamaré, Logone e Chari, Mayo-Danay, Mayo-Kani, Mayo-Sava, Mayo-Tsanaga                                                               | Comuni dell'Estremo Nord |
| Litorale     | Douala     | Moungo, Nkam, Sanaga-Maritime, Wouri                                                                                                  | Comuni del Litorale      |
| Nord         | Garoua     | Bénoué, Faro, Mayo-Louti, Mayo-Rey | Comuni del Nord          |
| Nordovest    | Bamenda    | Boyo, Bui, Donga-Mantung, Menchum, Mezam, Momo, Ngo-Ketunjia                                                                          | Comuni del Nordovest     |
| Sud          | Ebolowa    | |                          |
| Sudovest     | Buéa       | |                          |
| Ovest        | Bafoussam  | Bamboutos |                          |

### Città principali
Le città principali, oltre alla capitale, Yaoundé, sono:
Bafoussam, Bamenda, Bertoua, Buéa, Douala, Ebolowa, Édéa, Eséka, Garoua, Guidiguis, Kaelé, Kousséri, Kumba, Maroua, Mokolo, Mora, Moutourwa, Ngaoundéré, Touloum, Yagoua e Yokadouma.

## Diritti umani
Human Rights Watch e Amnesty International hanno documentato in Camerun procedimenti giudiziari militari inficiati da gravi vizi sostanziali e procedurali, in cui la presunzione di innocenza, il diritto a una difesa adeguata e l'indipendenza dei procedimenti e della magistratura in generale sono tutti gravemente compromessi.
Il conflitto tra il governo centrale e i gruppi separatisti anglofoni ha un impatto sproporzionato sui minori, con 700 000 studenti privati del loro diritto all'istruzione a causa di un boicottaggio scolastico forzato nelle regioni anglofone. Ad agosto 2021, i minori costituiscono il 28% del totale dei sopravvissuti alla violenza di genere e corrono un rischio elevato di reclutamento, lavoro e abuso di minori, con oltre il 50% dei minori in Camerun che, secondo quanto riferito, hanno subito abusi. Secondo il Fondo delle Nazioni Unite per la popolazione, in Camerun il 38% delle donne tra i 20 e i 24 anni ha contratto matrimonio prima dei 18 anni e il 13% prima dei 15 anni.

## Istruzione

### Università
L'Università di Yaoundé I è stata fondata nel 1962 .

## Economia
Il PIL pro-capite (PPA) del Camerun era stimato in 2.338 $ nel 2012. I principali mercati delle esportazioni sono Francia, Italia, Corea del Sud, Spagna e Regno Unito. Camerun fa parte della Banca degli Stati dell'Africa Centrale (di cui è l'economia dominante) e della Comunità economica degli Stati dell'Africa centrale (UDEAC). La sua moneta è il franco CFA. Fattori che limitano ed ostacolano la crescita economica del settore privato sono la burocrazia, l'elevata imposizione fiscale e la corruzione endemica. Il tasso di disoccupazione è stato stimato al 30% nel 2001, e circa il 48% della popolazione viveva al di sotto della soglia di povertà nel 2000. Già a partire dalla fine degli anni ottanta, il Camerun ha seguito i programmi della Banca Mondiale e del Fondo monetario internazionale (FMI) per ridurre la povertà, privatizzare le industrie, e aumentare la crescita economica. Il turismo è un settore in crescita, in particolare nella zona costiera, nei pressi del Monte Camerun e nel nord.
Le risorse naturali del Camerun sono più volte all'agricoltura e la silvicoltura, che all'industria. Si stima che il 70% della popolazione sia impiegata nell'agricoltura, e che complessivamente contribuisca al 45,2% del PIL (valori del 2006). La maggior parte dell'agricoltura è di sussistenza e su scala locale, mediante l'utilizzo di strumenti semplici, con la vendita delle eccedenze, e con il mantenimento di piccoli appezzamenti per produzioni destinate ad essere commercializzate. I centri urbani si affidano particolarmente all'agricoltura contadina per gli approvvigionamenti dei prodotti alimentari. Il suolo e il clima sulla costa incoraggia le estese coltivazioni delle piantagioni: banane, cacao, olio di palma, gomma, e tè. L'interno e gli altopiani meridionali basano l'agricoltura su caffè, zucchero e tabacco. Il caffè è il principale prodotto anche negli altopiani occidentali, mentre nel nord le condizioni naturali sono favorevoli alla coltura di cotone, arachidi e riso. L'affidamento sulle esportazioni agricole rende l'economia del Camerun vulnerabile alle fluttuazioni dei prezzi delle derrate alimentari.

## Trasporti

### La rete ferroviaria

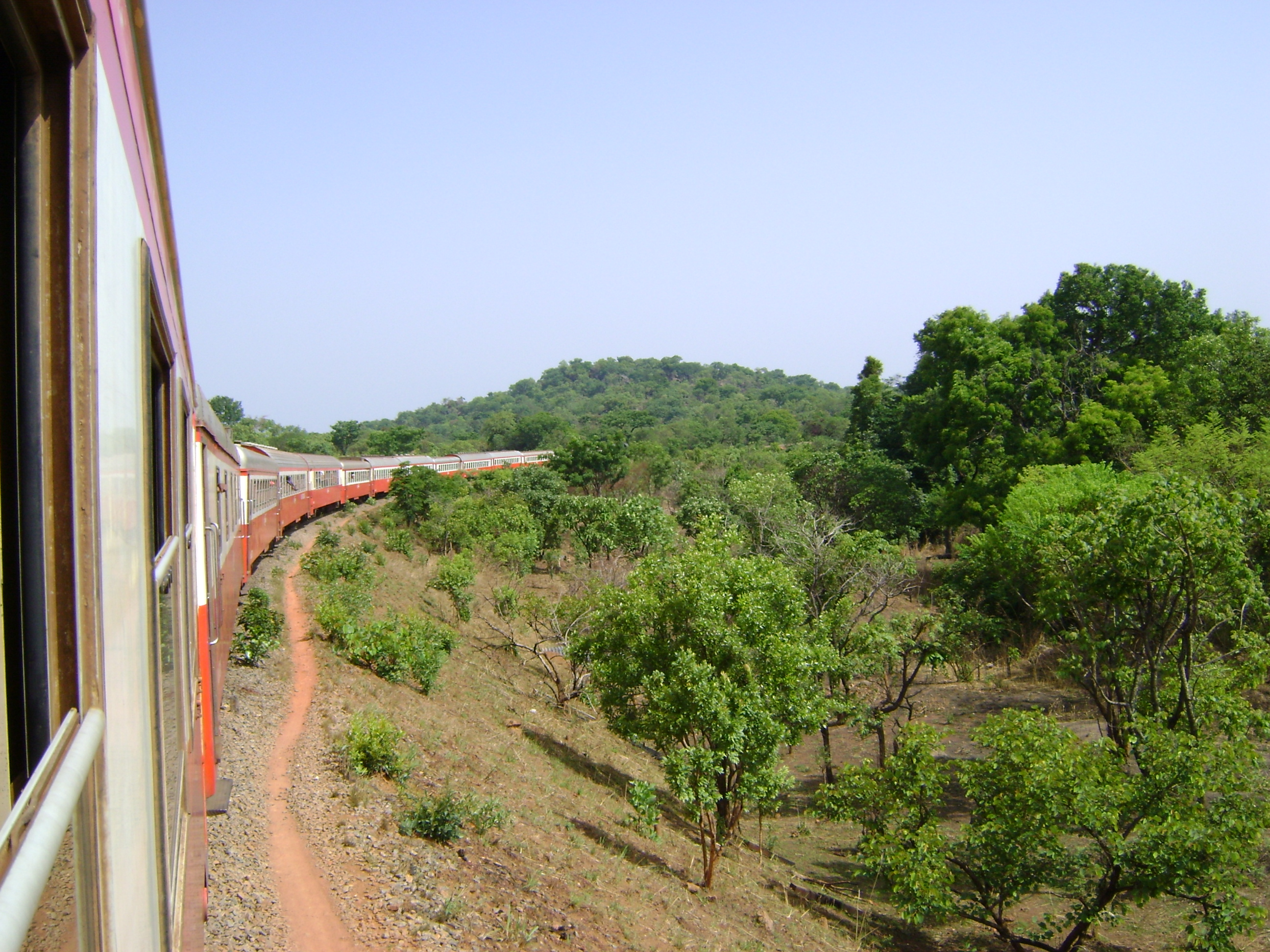
La linea ferroviaria che collega Ngaoundéré a Yaoundé

La rete ferroviaria camerunese consiste in due tronchi ferroviari che partono da Douala, uno verso Nord-Ovest per Nkongsamba costruito nel 1912 dai colonizzatori tedeschi e l'altro verso Nord-Est per Ngaoundéré che passa per Yaoundé.

## Cultura

### Arte
Nel settore dell'arte contemporanea le città più dinamiche del paese sono la capitale Yaoundé, Douala e Bandjoun. Nel 2008 a Bandjoun, l'artista Barthélémy Toguo crea il centro culturale Bandjoun Station. 
Il Camerun non ha università di architettura, né di arte fino al XXI secolo; il solo istituto di formazione artistica è per molti anni l'Institut de Formation Artistique (IFA) di Mbalmayo creato e diretto dall'organizzazione di cooperazione italiana COE-Centro Orientamento Educativo. Svolgono un ruolo centrale nel sostenere la formazione le istituzioni culturali indipendenti (Doual'art), le biennali e i festival.
Sono molto numerosi gli artisti e gli intellettuali di nazionalità camerunese di fama internazionale tra i quali Achille Mbembe, Simon Njami, Didier Schaub, Pascale Marthine Tayou, Barthélémy Toguo, Bili Bidjocka, Angèle Etoundi Essamba.

### Patrimoni dell'umanità
Alcuni siti del Camerun sono stati iscritti nella Lista dei patrimoni dell'umanità dell'UNESCO.

### Teatro
Il teatro camerunese ha origine nella tradizione orale. Spesso la recitazione si trasforma in una performance teatrale che coinvolge anche il pubblico. Esiste un teatro scritto che prende spunto dalla tradizione orale con l'esecuzione di musiche, canti e danze. Tuttavia la produzione teatrale è influenzata dal teatro moderno europeo. L'arte drammatica ha assunto importanza nella letteratura camerunese. La gente del Camerun possiede una predisposizione al teatro. Sono note le opere del commediografo Guillaume Oyono-Mbia e dalle autrici teatrali Werewere Liking e Rabiatou Njoya.

### Musica
La musica ha un ruolo fondamentale nella vita del popolo camerunese. La musica africana è caratterizzata da un forte ritmo. La musica del Camerun si distingue con molti gruppi etnici, conta diversi ritmi tra i quali: il makossa, il bikutsi e l'aṣíkò. Jean-Aladin Bikoko è un famoso compositore di asiko ed Ebanda Manfred è uno dei fondatori del moderno makossa. Negli anni settanta Manu Dibango incide un album dal titolo Soul Makossa. Negli anni ottanta Toto Guillame e Aladij Toure, soprannominati i "Giovani Leoni" della musica camerunese e i cantautori Moni Bile e Sam Fan Thomas diffondono una personale visione del makossa. Negli anni novanta si distingue Toups Bebey, che crea un proprio stile unendo ritmi africani, pop music, jazz e techno groove.

### Produzione letteraria
In merito alla produzione letteraria posiamo ricordare, tra gli altri, Mongo Beti, Hemley Boum e Calixthe Beyala

### Cinema
Il cinema camerunese ha origine nel 1965 con il film Point de vue 1 del regista Urbain Dia Mokouri che ha studiato in Francia presso il Conservatorio Libero del Cinema Francese. Infatti le prime esperienze cinematografiche camerunesi hanno origini europee, particolarmente in Francia. Nel 1973 il governo del Camerun crea un Fondo per lo Sviluppo dell'Industria Cinematografica. Jean-Pierre Dikongue Pipa, che ha studiato al Conservatorio del Cinema Francese, gira nel 1975 il film Muna Moto descrivendo le vicende della sua terra. Negli anni settanta, per competere con il cinema occidentale e americano, vengono prodotti film commerciali nei quali si distinguono i registi: Daniel Kamwa con Boubou Cravate e Pousse-pousse e Alphonse Beni con Dance my Love. Nel 1991 al Festival di Cannes, Bassek Ba Kobbio presenta il film Sango Malo e il regista Jean-Marie Teno il film Clando. E ancora il film Les Saignantes (2005) (Premio per la miglior interpretazione femminile, da parte delle due protagoniste e menzione speciale della Giuria al Festival Internazionale del Film di Torino nel 2005), del regista Jean-Pierre Bekolo. I film di registi camerunesi trattano tematiche legate al realismo locale.

#### Cinema documentario
Nel 1963 il sottogenere fa registrare un record con il film documentario Tam Tam à Paris, della regista camerunese Thérèse Sita-Bella, citato come primo film di una donna dell'Africa subsahariana e in particolare del Camerun..

## Sport

### Calcio
La rappresentativa calcistica nazionale conta 7 partecipazioni ai campionati mondiali (con esordio nel 1982); il miglior risultato sono stati i quarti di finale raggiunti nell'edizione 1990. Fra i più noti giocatori nella storia del Camerun vanno ricordati Thomas N'Kono, Roger Milla, Rigobert Song, Alexandre Song e Samuel Eto'o.

### Giochi olimpici
Il primo oro olimpico per il Camerun venne ottenuto ai Giochi olimpici di Sydney 2000, dove si impose la nazionale olimpica di calcio del Camerun.

La prima medaglia olimpica per il Camerun era stata vinta nel pugilato (pesi welter) da Joseph Bessala, medaglia d'argento alle Olimpiadi di Città del Messico 1968.

### Altri sport
Nelle arti marziali miste si è affermato Francis Ngannou, campione mondiale di Mma.

## Gastronomia
Fra i piatti tipici del Camerun si possono citare il fu-fu con giama-giama (una sorta di polenta con verdure), il toucunì (un impasto di patate e verdure), lo n'dolè (verdura cotta con spezie), lo nkwa' kuku (una sorta di polenta con salsa bianca di arachidi) e lo mbongo'o (una salsa che viene preparata con pesce); il ekok (verdura con arachide e olio di palma, spesso accompagnata da manioca, un tubero oppure Bobolo, manioca macinata e bollita), essoko (verdure senza sale e specie di fagioli), il pollo DG (misto di verdure con spezie, pollo e platano fritti), pesce alla brace con salse piccanti, salsa gombo e pistacchi.

## Ricorrenza nazionale
- 20 maggio: Fête Nationale: si celebra la fondazione della Repubblica Unita del Camerun; Referendum del 20 maggio 1972 [31].